# Брауде, Иосиф Леонтьевич
Ио́сиф Лео́нтьевич Бра́уде (28 августа [9 сентября] 1890, Борисов — 27 апреля 1960, Москва) — русский и советский юрист, доктор юридических наук. Специалист по гражданскому и градостроительному праву, написал ряд работ по корпоративному праву и гражданскому процессу.

## Биография
Родился в семье мещанина Леона Ефимовича Брауде, занимавшегося лесоторговлей, и Цецилии Соломоновны Брауде (урождённой Бененсон). Брат Исаака Леонтьевича Брауде.
Детские годы провел в Минске, там же в 1908 году окончил гимназию.
Не был принят в университет в царской России, в связи с чем учился за границей. Слушал лекции в Берлинском и Лейпцигском университетах. В 1913 году окончил Лейпцигский университет со степенью доктора права, защитив диссертацию на немецком языке о коммандитистах в товариществе на вере. Диссертация была опубликована в Берлине под названием «Der Kommanditist im Dienste seiner Gesellschaft».
Поскольку диплом зарубежного университета не давал права заниматься юридической практикой в Российской империи, в 1915 году И. Л. Брауде экстерном окончил юридический факультет Императорского Харьковского университета.
В 1915—1916 годах — помощник присяжного поверенного в Москве. В 1916–1917 годах работал в Земгоре (в Москве и Тифлисе). В 1917 году заболел тропической малярией и уехал в Кременчуг, куда перебрались его родители, ставшие беженцами Первой мировой войны.
После Октябрьской революции работал в ряде хозяйственных организаций Ялты и Харькова. В 1921 году вернулся в Москву, работал юрисконсультом Главного управления по переработке продуктов сельскохозяйственной промышленности (Главсельпрома) ВСНХ РСФСР, государственного акционерного общества «Мельстрой» Главного управления машиностроения и металлообработки ВСНХ СССР (1921—1930).
Занимался адвокатурой, являясь членом Московской губернской коллегии защитников, в 1924—1928 годах преподавал на курсах коллегии. В 1926—1930 годах преподавал на факультете советского права 1-го МГУ.
В 1931—1934 годах — юрисконсульт Мособлисполкома. В 1934—1946 годах — старший юрисконсульт, заведующий юрбюро протокольной части аппарата президиума Моссовета и Мосгорисполкома.
В 1938—1940 годах преподавал в Московском юридическом институте. Там же в 1940 году защитил диссертацию на тему «Основные правовые вопросы реконструкции городов» на соискание ученой степени кандидата юридических наук.
В 1942—1954 годах — доцент юридического факультета МГУ. Читал спецкурс по жилищному законодательству, работал на организованной в 1942 году кафедре земельного и колхозного права факультета, принимал участие в написании университетского учебника «Земельное право» (1949), впоследствии изданного в Китае и Румынии.
В 1945—1947 годах — доцент Московского инженерно-экономического института.
С ноября 1946 года — старший научный сотрудник Всесоюзного института юридических наук (ВИЮН), в котором работал до конца жизни. Был ученым секретарем института.
В 1948 году, в самом начале кампании по борьбе с космополитизмом, защитил в ВИЮН диссертацию на тему «Право на строение (строение как объект права)» на соискание ученой степени доктора юридических наук. Однако Высшая аттестационная комиссия СССР не утвердила И. Л. Брауде в докторской степени, а его диссертация была подвергнута критике в печати:

Доцент И. Л. Брауде в своей работе на весьма актуальную тему «Право на строение (строение как объект права)» некритически отнесся к высказываниям буржуазных юристов, пытался применить их лженаучные выводы к советским условиям. Он положил в основу исследования важнейших институтов советского гражданского права антинаучные концепции немецкого юриста Бирлинга и его последователей, вследствие чего, конечно, не смог разрешить вопросов, входящих в круг избранной им темы. Между тем эта работа была допущена к защите на соискание ученой степени доктора юридических наук, и совет Всесоюзного института юридических наук единогласно высказался за присуждение тов. Брауде ученой степени.

Доктором наук ученый стал лишь после прекращения борьбы с космополитизмом — в 1954 году, защитив диссертацию уже на другую тему — «Правовое регулирование капитального строительства в СССР».
В июне 1951 года вместе с другими научными сотрудниками ВИЮН — К. А. Граве и Г. Н. Полянской — подписал письмо в адрес Комиссии законодательных предположений Совета Национальностей Верховного Совета СССР, в котором предлагалось отменить ранее введенный запрет воспроизводить в открытой печати и делать ссылки на опубликованные акты Совета министров СССР (как изданные для служебного пользования).
Принимал участие в составлении главы «Гражданское право» части IV учебника ВИЮН «Всеобщая история государства и права», посвящённой Новейшему времени (1947). Соавтор двух томов 15-томного «Курса советского гражданского права» — «Жилищное право» (1956) и «Отдельные виды обязательств» (1954).
В 1957—1958 годах работал над проектом Гражданского кодекса РСФСР. Написал общетеоретическую работу «Очерки законодательной техники» (1958), ставшую первым в советской юридической литературе монографическим исследованием законодательной техники.
По воспоминаниям коллег, в совершенстве владел иностранными языками, был театралом. Жил по адресу: Спиридоньевский переулок, дом 12, квартира 1.
Скоропостижно скончался 27 апреля 1960 года. Похоронен на Введенском кладбище (4 уч.).

## Награды
И. Л. Брауде имел государственные награды:
- медаль «За оборону Москвы» (1944);
- медаль «За доблестный труд в Великой Отечественной войне 1941—1945 гг.» (1945);
- медаль «В память 800-летия Москвы» (1948).

## Основные труды

### Монографии и брошюры
- Возмещение ущерба при изъятии земли для государственных и общественных надобностей. — М., 1960.
- Договоры по капитальному строительству в СССР. — М., 1952.
- Очерки законодательной техники. — М., 1958.
- Право на строение и сделки по строениям по советскому праву. — 2-е изд. — М., 1954.
- Правовые вопросы индивидуального жилищного строительства. — М., 1957.
- Сделки по строениям. Пособие для работников нотариальных контор и коммунальных отделов исполнительных комитетов Советов депутатов трудящихся. — М., 1946.
- Третейские суды. Комментарий к главе XXII Гражданского процессуального кодекса и к Положению о третейском суде. — М., 1926.

### Сборники
- Акционерные общества и товарищества в торговле и промышленности / Сост. И. Л. Брауде. — 2-е изд. — М., 1926.
- Правовые вопросы строительства в СССР / Под ред. И. Л. Брауде. — М., 1960.

### Статьи
- Великие стройки коммунизма и некоторые вопросы советского права // Советское государство и право. — 1951. — № 11.
- Возмещение неимущественного вреда // Революционная законность. — 1926. — № 9—10.
- Вопросы законодательной техники // Советское государство и право. — 1957. — № 8.
- Вопросы семейного права. (Обязанности детей по отношению к родителям) // Революционная законность. — 1926. — № 5—6.
- Дела о праве на строения // Научный комментарий судебной практики за 1955 год. — М., 1957.
- Изъятие земель для государственных и общественных надобностей // Ученые записки МГУ. Труды юридического факультета. — 1949. — Вып. 144: Кн. 3.
- Истребование похищенных или утерянных денег и ценных бумаг на предъявителя // Право и жизнь. — 1924. — № 10.
- К вопросу об объекте правоотношения по советскому гражданскому праву // Советское государство и право. — 1951. — № 3.
- Некоторые вопросы системы советского права // Ученые записки ВИЮН. — 1955. — Вып. 4.
- Необходим ли институт права застройки в Гражданском кодексе СССР? // Социалистическая законность. — 1947. — № 6.
- Необходимость пересмотра закона о купле-продаже с рассрочкой платежа от 10 октября 1923 г. // Еженедельник советской юстиции. — 1927. — № 49.
- Новое в правовом регулировании строительства // Советское государство и право. — 1956. — № 2.
- О праве собственности на строение // Советская юстиция. — 1958. — № 7. (в соавт.)
- Переход права собственности на строение // Советское государство и право. — 1946. — № 7.
- Права землепользователя на посевы, насаждения и сооружения // Вестник МГУ. Серия общественных наук. — 1950. — Вып. 3, № 7.
- Права соизобретателей // Вестник Комитета по делам изобретений. — 1928. — № 10.
- Право личной собственности в его развитии // Вопросы советского социалистического права. К 40-летию Великой Октябрьской социалистической революции. — М., 1958.
- Правовое регулирование жилищно-строительной кооперации // Вестник МГУ. Серия общественных наук. — 1951. — Вып. 2, № 4.
- Правовые вопросы жилищно- и дачно-строительной кооперации // Советская юстиция. — 1960. — № 6.
- Правовые вопросы капитального строительства в социалистическом сельском хозяйстве // Советское государство и право. — 1954. — № 5.
- Практика по сделкам о строениях // Научный комментарий судебной практики за 1956—1957 годы. — М., 1959.
- Применение иностранных норм в гражданском процессе // Еженедельник советской юстиции. — 1924. — № 14.
- Проблемы зачета в Гражданском кодексе // Право и жизнь. — 1924. — № 10.
- Соглашение о третейском суде. (К постановке отдельных проблем в западноевропейском праве) // Еженедельник советской юстиции. — 1927. — № 3.
- Судебные споры по жилищным делам // Научный комментарий судебной практики по гражданским делам. — М., 1959.
- Так называемые «негласные» товарищества // Право и жизнь. — 1925. — № 6.
- Третейские суды в промышленности // Промышленность и право: Сборник статей. — М.—Л., 1926.
- Фактическое участие в капиталах торгового товарищества // Право. Еженедельная юридическая газета. — 1912. — № 32.